# سینه‌سرخ زمینی پهلوزیتونی
سینه‌سرخ زمینی پهلوزیتونی (نام علمی: Dessonornis anomalus)، که همچنین به عنوان چک‌سینه‌سرخ پهلوزیتونی شناخته می‌شود، گونه‌ای از پرندگان خانواده مگس‌گیران جهان قدیم (Muscicapidae) است و در مالاوی و موزامبیک یافت می‌شود. زیستگاه طبیعی آن جنگل‌های کوهستانی نمناک گرمسیری است.